# Джексон, Чарльз (серийный убийца)
Чарльз Дже́ксон-мла́дший (англ. Charles Jackson Jr; 12 февраля 1937 — 15 февраля 2002) — американский серийный убийца, жертвами которого стали  8 девушек между 1975 и 1982 годами. Все преступления были совершены на территории округа Контра-Коста в области залива Сан-Франциско, штат Калифорния. Исключительность делу Джексона придает тот факт, что его разоблачение произошло на основании результатов ДНК-экспертизы лишь через несколько лет после его смерти. Джексон подозревается в совершении еще нескольких убийств, так как на протяжении 1970-х и 1980-х в округе Контра-Коста действовали сразу 6 серийных убийц.

## Ранние годы
Чарльз Джексон родился 12 февраля 1937 года на территории штата Луизиана. Вскоре после рождения его семья переехала в штат Миссисипи. Джексон вырос в сельской местности. Его отец страдал алкогольной зависимостью и проявлял агрессию по отношению к нему и остальным членам семьи, благодаря чему детство Чарльза прошло в социально-неблагополучной обстановке. Из-за материальных трудностей Джексон в начале 1950-х бросил школу, начал много времени проводить на улице, стал сторонником духовных и материальных ценностей криминальной субкультуры, в связи с чем начал вести криминальный образ жизни.

## Криминальная карьера
В 1953 году в возрасте 16 лет Чарльз Джексон впервые был арестован и обвинен в совершении кражи. Впоследствии, на протяжении последующих 28 лет Джексон неоднократно подвергался арестам по обвинению в совершении таких преступлений как кража со взломом, изнасилование, нападение, растление несовершеннолетних. Он подвергался арестам 2 марта 1962 года; 11 января 1965 года; 15 мая 1967 года: В октябре 1969 года; 9 июня 1970 года; 21 августа 1975 года и 22 мая 1978 года. В последний раз он вышел на свободу 12 сентября 1981 года, после чего некоторое время работал поденщиком и перебивался другими случайными заработками. 5 января 1982 года Джексон совершил нападению на Джоан Стюарт, в ходе которого изнасиловал ее, задушил и нанес несколько ножевых ранений в лесистой местности города Монтклэр. В ходе расследования было найдено несколько очевидцев преступления, которые записали номер машины Джексона, на основании чего он был арестован 8 января 1982 года и ему были предъявлены обвинения в убийстве девушки. В 1983 году он был признан виновным и получил в качестве наказания пожизненное лишение свободы.

## Разоблачение в других убийствах
Все последующие годы жизни Чарльз Джексон провел в тюрьме «Folsom State Prison», где умер в феврале 2002 года от сердечного приступа. Спустя месяц после смерти было проведено ДНК-тестирование биологических образцов Джексона с образцами, которые были найдены на трупах девушек и женщин, убитых в 1970-х и начале 1980-х на территории округа Контра-Коста. В 2005 году на основании результатов ДНК-исследования была доказана причастность Джексона к совершению убийств 19-летней Сони Хиггинботэм, убитой в июне 1975 года в городе Окленд (Калифорния); 27-летней Энн Джонсон, убитой в августе того же года в городе Монтклер; 11-летней Синтии Уоксмен, убитой 22 апреля 1978 года в городе Морага, округ Контра-Коста; 62-летнего Генри Вила и его 59-летней жены Эдит Вила, убитых 22 ноября 1981 года в городе Олбани Хилл; 37-летней Бетти Гранцвейг, убитой 4 декабря 1982 года в городе Окленд и 34-летней Гейл Слокам также убитой в городе Окленд 8 декабря 1981 года. Все девушки были задушены и подвергнуты изнасилованию. Настоящее количество жертв Джексона осталось неизвестным, так как на протяжении 1970-х и 1980-х в округе Контра-Коста действовали сразу 6 серийных убийц.